# Agiovci
Agiovci nebo Ágidovci (řec .Δυναστεία Αγιαδών) byli jednou ze dvou královských rodin, z nichž se volili králové ve starověké Spartě.

## Původ Agiovců
Dle mýtů dovedl Dóry (předkové Sparťanů) do Sparty Heraklův potomek - Aristodémos. Jeho synové - dvojčata Eurysthenes a Prokles vládli společně, protože jejich matka Argeia prý neprozradila, který z nich se narodil první. Ve Spartě se takto pokoušeli vysvětlit vznik spartského dvojkrálí.
Historici se většinou domnívají, že tato Spartská instituce vznikla dohodou mezi vůdci dvou dórských kmenů po dobytí Lakónie nebo vůdcem dórských dobyvatelů a vládcem Achájských starousedlíků . Skutečné důvody vzniku diarchie ve Spartě nám však asi zůstanou neznámé.

## Králové Sparty
Seznam králů rodu Agiovců začíná Eurysthenem a jeho dvojče Prokles je prvním králem dynastie Eurypontovců. Jejich následníci se volili v rámci dynastie a měl to být vždy nejbližší příbuzný. Uzavírání sňatků mezi těmito královskými rody bylo zakázáno. Králové ve Spartě neměli absolutní moc. Jejich kontrolním subjektem byli Eforové, kteří se řídili Lykurgovými zákony.
Agiovci jsou celkově považováni za významnější rod (byly doby, kdy tomu tak nebylo) než Eurypotovci. Z jejich řad můžeme zmínit Kleomena I., reformátora Kleomena III. a hlavně se do dějin zapsal Leónidás I., který hrdinně bojoval proti ohromné početní převaze nepřítele až do svého hořkého konce v bitvě u Thermopyl.

## Seznam králů rodu Agiovců
Seznam nejstarších králů Sparty je uveden v seznamu historika Herodota. Králové od desátého století před Kr. do poloviny sedmého století před Kr. patří spíše do oblasti mýtů, protože nejsou známy žádné důkazy o jejich existenci. Letopočty uvedené o době jejich vlády jsou fiktivní.
|     | Jméno                                   | Období vlády                                        | Rodinný původ        |
| --- | --------------------------------------- | --------------------------------------------------- | -------------------- |
| 1.  | Eurysthenes                             | Cca 930 před Kr.                                    | Potomek Hérakla      |
| 2.  | Agis I.                                 | Cca 930 před Kr.-900 před Kr.                       | Syn Eurysthena       |
| 3.  | Echestratos                             | Cca 900 před Kr.-870 před Kr.                       | Syn Agise I.         |
| 4.  | Leóbótes                                | Cca 870 před Kr.-840 před Kr.                       | Syn Echestrata       |
| 5.  | Doryssos                                | Cca 840 před Kr.-820 před Kr.                       | Syn Leóbóta          |
| 6.  | Agésilaos I.                            | Cca 820 před Kr.-790 před Kr.                       | Syn Doryssa          |
| 7.  | Archeláos                               | Cca 790 před Kr.-760 před Kr.                       | Syn Agésilaa I.      |
| 8.  | Téleklos                                | Cca 760 před Kr.-740 před Kr.                       | Syn Archeláa         |
| 9.  | Alkamenes                               | Cca 740 před Kr.-700 před Kr.                       | Syn Telekla          |
| 10. | Polydóros                               | Cca 700 před Kr.-665 před Kr.                       | Syn Alkamena         |
| 11. | Eurykrates                              | Cca 665 před Kr.-640 před Kr.                       | Syn Polydóra         |
| 12. | Anaxandros                              | Cca 640 před Kr.-615 před Kr.                       | Syn Eurykrata        |
| 13. | Eurykratides                            | Cca 615 před Kr.-590 před Kr.                       | Syn Anaxandra        |
| 14. | León                                    | Cca 590 před Kr.-560 před Kr.                       | Syn Eurykratida      |
| 15. | Anaxandridas II.                        | Cca 560 před Kr.-520 před Kr.                       | Syn León             |
| 16. | Kleomenes I.                            | Cca 520 před Kr.-490 před Kr.                       | Syn Anaxandrida II.  |
| 17. | Leónidás I.                             | Cca 490 před Kr.-480 před Kr.                       | Bratr Kleomena I.    |
| 18. | Pleistarchos                            | 480 před Kr.-458 před Kr.                           | Syn Leonid I.        |
| 19. | Pleistoanax                             | 458 před Kr.-446 před Kr. 428 před Kr.-409 před Kr. | Prasynovec Leonid I. |
| 20. | Pausaniás                               | 446 před Kr.-428 před Kr. 409 před Kr.-394 před Kr. | Syn Plestoanaxa      |
| 21. | Agésipolis I.                           | 394 před Kr.-380 před Kr.                           | Syn Pausaniase       |
| 22. | Kleombrotos I.                          | 380 před Kr.-371 před Kr.                           | Bratr Agésipola I.   |
| 23. | Agésipolis II.                          | 371 před Kr.-369 před Kr.                           | Syn Kleombrota I.    |
| 24. | Kleomenes II.                           | 369 před Kr.-309 před Kr.                           | Bratr Agésipola II.  |
| 25. | Areus I.                                | 309 před Kr.-265 před Kr.                           | Vnuk Kleomena II.    |
| 26. | Akrotatos                               | 265 před Kr.-262 před Kr.                           | Syn Area I.          |
| 27. | Areus II.                               | 262 před Kr.-254 před Kr.                           | Syn Akrotata         |
| 28. | Leónidas II.                            | 254 před Kr.-244 před Kr. 243 před Kr.-235 před Kr. | Vnuk Kleomena II.    |
| 29. | Kleombrotos II.                         | 244 před Kr.-243 před Kr.                           | Zeť Leonidas II.     |
| 30. | Kleomenés III.                          | 235 před Kr.-221 před Kr.                           | Syn Leonidas II.     |
|     | Sparta byla republikou                  | 221 před Kr.-219 před Kr.                           |                      |
| 31. | Agésipolis III. (Poslední král Agiovců) | 219 před Kr.-215 před Kr.                           | Vnuk Kleombrota II.  |